# ニクラス・フルト
ボー・ニクラス・フルト（Bo Niklas Hult, 1990年2月13日 - ）は、スウェーデン・ヨンショーピング県ヴェルナモ出身のサッカー選手。アルスヴェンスカン・IFエルフスボリ所属。ポジションはDF。

## クラブ経歴
9歳の時に地元のIFKヴェルナモのユースアカデミーに入所。2008年にトップチームに昇格。ディヴィジョン1 (3部リーグ)でプロデビュー。翌2009年にIFエルフスボリに移籍。2011年シーズンより先発に定着し、同年シーズンは6ゴールを決めた。
2014年5月19日、OGCニースと契約。2014-15シーズンはリーグ戦30試合に出場。
2016年6月30日、パナシナイコスFCと3年契約を締結。加入1年目の2016-17シーズンは30試合に出場。2017-18シーズン途中にAEKアテネFCに移籍。
2020年8月28日、ハノーファー96と2年契約を締結した。

## 代表経歴
2012年1月スウェーデン代表に初招集。同月19日のバーレーン戦で代表戦初出場。しかし、UEFA EURO 2016や2018 FIFAワールドカップなどの国際主要大会は招集外に終わった。